# Mugazo Planitia
La Mugazo Planitia è una struttura geologica della superficie di Venere.